# Neocordulia setifera
Neocordulia setifera – gatunek ważki z rodziny Synthemistidae. Występuje na terenie Ameryki Południowej; stwierdzony we wschodniej i południowo-wschodniej Brazylii oraz w skrajnie północno-wschodniej Argentynie (prowincja Misiones).